# 普雷方丹站
普雷方丹站（法語：Station Préfontaine）位於加拿大魁北克省蒙特利爾市市中心何沙拉加－米信尼夫區，是蒙特利爾地鐵1號線的車站。

## 外部連結
- （法文）（英文）蒙特利爾交通局：普雷方丹站 （页面存档备份，存于）（英文） （页面存档备份，存于）
- （法文）（英文）：普雷方丹站 （页面存档备份，存于）（英文） （页面存档备份，存于），含有芳提納站的資訊、歷史、車站結構與藝術品資料。